# Anders Andersen-Lundby
Anders Andersen-Lundby (Lundby, 16 dicembre 1841 – Monaco di Baviera, 4 gennaio 1923) è stato un pittore danese specializzato principalmente in paesaggi invernali.

## Biografia

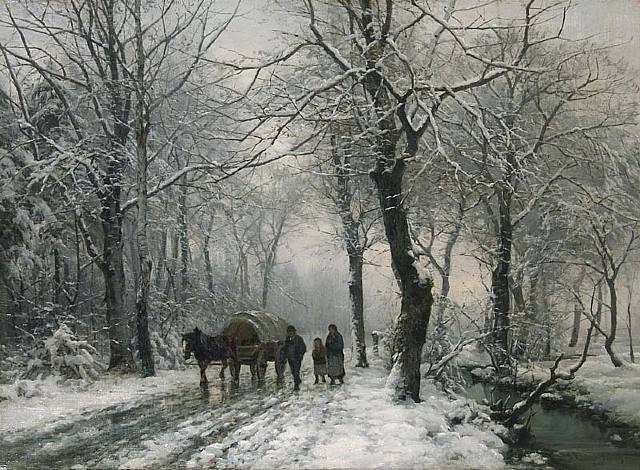
Wenn der Abend fällt (Quando scende la sera), 1882

Anders Andersen-Lundby si trasferì a Copenaghen nel 1861, dove si formò da pittore autodidatta e dove espose a Charlottenborg a partire dal 1864. In seguito, si trasferì a Monaco, dove i suoi quadri sui dintorni della città erano molto apprezzati. Forse Andersen-Lundby insegnò all'Accademia di Monaco. Nel 1901 almeno uno dei suoi dipinti fu acquistato per una lotteria dall'Associazione artistica di Monaco.
A Monaco Anders Andersen-Lundby visse per un periodo in Adalbertstrasse 55. Alla mostra nel Palazzo Reale di Vetro in occasione del 90° In occasione del compleanno del principe reggente Luitpold, ha esposto il dipinto ad olio Milder Winterstag. Mostrava una scena sull'Isar. Opere di Andersen-Lundby si trovano nei musei di Aalborg, forse anche a Boston, anche nella Royal Gallery di Copenaghen, nella Neue Pinakothek di Monaco e a Trieste. Una collezione Andersen-Lundby di proprietà del conte Klaus von Thun e Hohenstein Veit è stata messa all'asta nel 2005.